# Första bulgariska riket

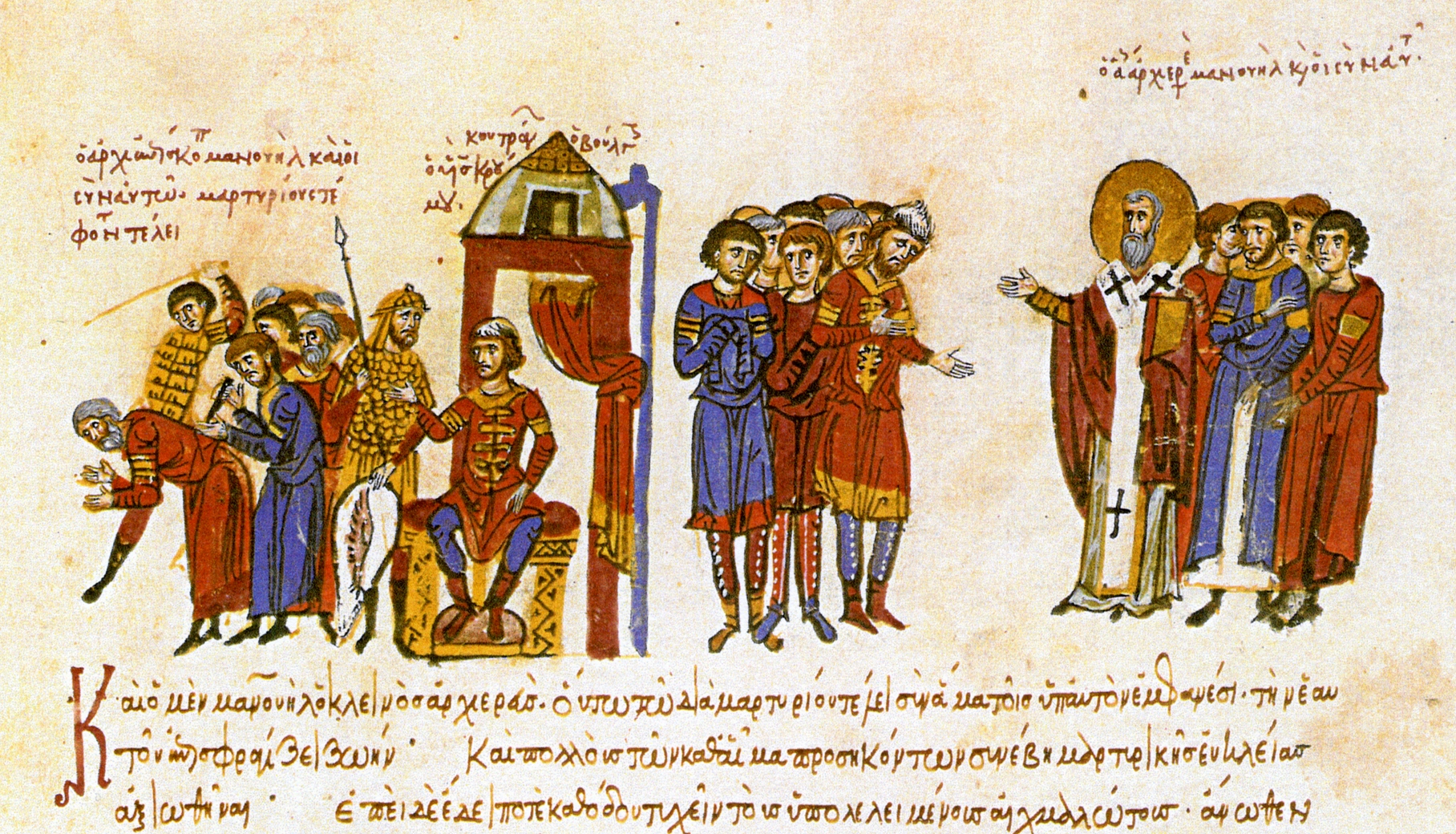
Khan Omurtag (814–831) beordrar mördandet av kristna i sitt rike

Första bulgariska riket eller  första bulgariska imperiet (bulgariska: Първo българско царство, Parvo Balgarsko Tsarstvo) var en medeltida bulgarisk stat som grundades i nordöstra Balkan, nära Donaudeltat på 680-talet av protobulgarerna som drev ut bysanterna och gjorde den slavisktalande befolkningen till sina allierade. Riket existerade fram till år 1018 när det införlivades i Bysantinska riket. Vid sin höjdpunkt sträckte sig det bulgariska imperiet från Budapest till Svarta havet, och från floden Dnepr i dagens Ukraina till Adriatiska havet. 
Efter antagandet av kristendomen år 864 blev Bulgarien ett kulturellt centrum i det slaviska Europa. Den ledande kulturella ställningen befästes ytterligare med uppkomsten av det kyrilliska alfabetet. Litteratur på gammalbulgariska började snart spridas norr om Bulgarien och det äldsta slaviska skriftspråket kom att bli "lingua franca" i östra Europa, där det lokalt kom att kallas "fornkyrkoslaviska". Det kom att dröja fram till år 927 för det bulgariska patriarkatet att bli officiellt erkänt. 
Efter att bysantinerna erövrat det bulgariska riket dröjde det över 150 år innan bulgarerna åter vann självständighet genom det andra bulgariska riket, som bildades 1185.